# Vitoriana (Botucatu)
Vitoriana é um distrito do município brasileiro de Botucatu, no interior do estado de São Paulo.

## História

### Origem

#### Vitoriana
O povoado que deu origem ao distrito se desenvolveu ao redor da estação ferroviária de Vitória, inaugurada pela Estrada de Ferro Sorocabana em 20/06/1888.

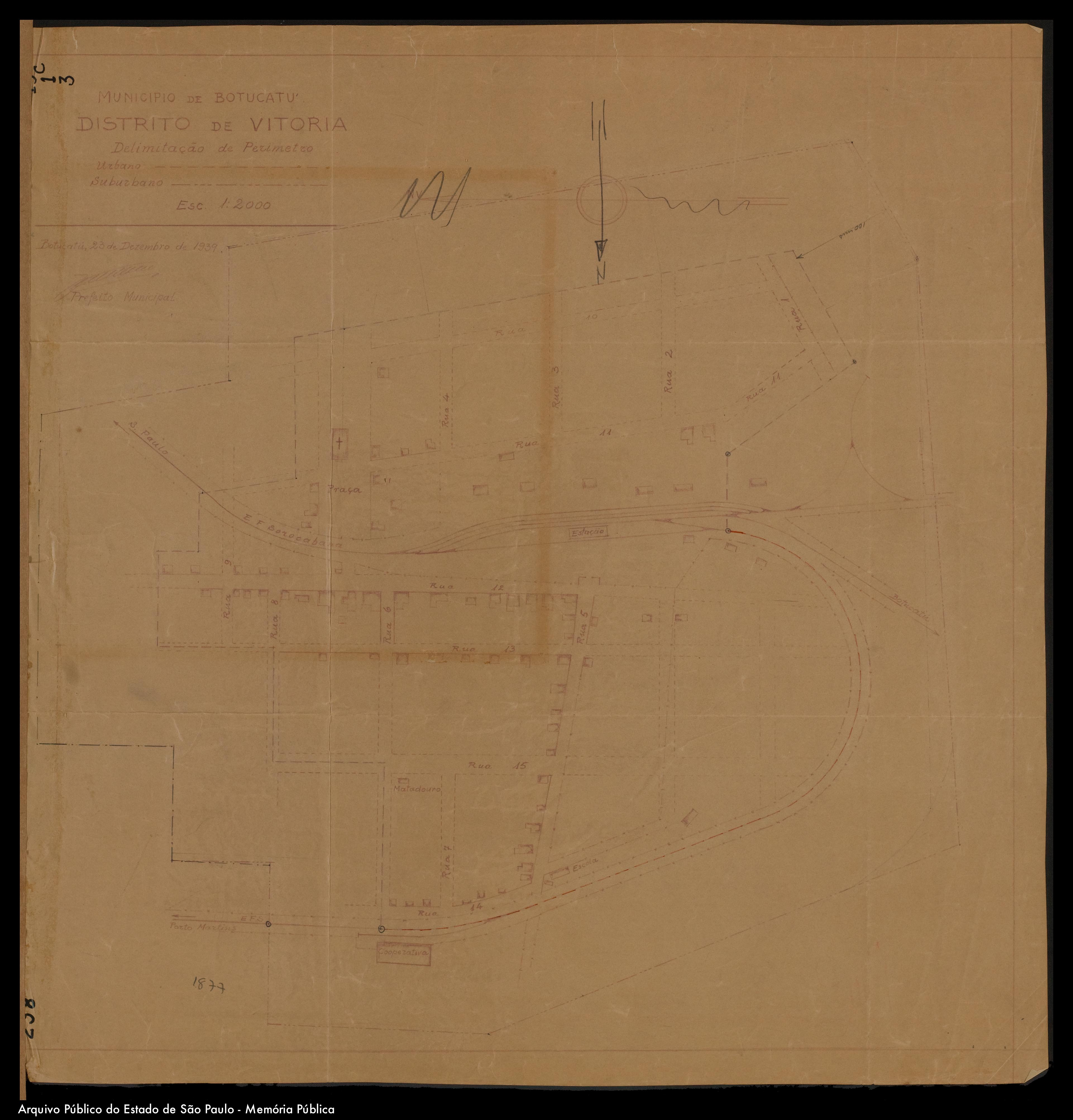
Planta da área urbana original.

#### Porto Martins (localidade extinta)
Em 01/08/1888 foi inaugurada pela Companhia Ituana de Estradas de Ferro a estação ferroviária de Porto Martins, às margens do rio Tietê, que era a localidade que recebia as cargas vindas pelos rios Piracicaba e Tietê, dos portos desse rio ou da estação de João Alfredo (atual Ártemis em Piracicaba).

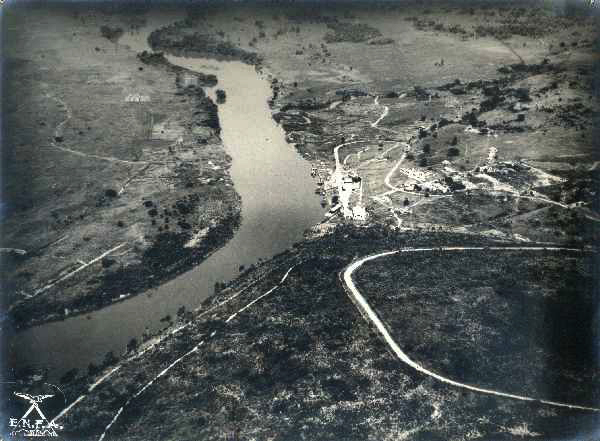
Vista aérea do Porto Martins (1940).

Entretanto, já existia ali um porto fluvial com o mesmo nome, que atuava somente com a navegação do rio Tietê. Em 1899 a Estrada de Ferro Sorocabana inaugurou um ramal ferroviário interligando as duas localidades.
Quando o povoado de Vitoriana foi elevado à distrito em 1928, Porto Martins passou a fazer parte de seu território. Essa localidade também foi elevada a distrito em 1944.
O ramal ferroviário foi desativado em 1954, quando da extinção da navegação fluvial, e com isso Porto Martins perdeu sua importância, entrando em decadência, sendo o distrito extinto em 1959. Até que finalmente a inundação da área pela barragem de Barra Bonita levou Porto Martins para debaixo das águas, onde suas ruínas devem estar até hoje.

### Formação administrativa
- Distrito policial de Vitória, criado em 17/07/1928[5].
- Distrito criado pela Lei nº 2.302 de 05/12/1928, com sede no distrito policial do mesmo nome[6][7].
- O Decreto-Lei n° 14.334 de 30/11/1944 altera a denominação para Vitoriana. Pelo mesmo Decreto-Lei perdeu terras para a formação do distrito de Porto Martins[8].
- Pela Lei n° 5.285 de 18/02/1959 recebeu terras do extinto distrito de Porto Martins[9].

## Geografia

### Demografia

#### População urbana (Vitoriana)
| Crescimento população urbana | Crescimento população urbana | Crescimento população urbana | Crescimento população urbana |
| Censo                        | Pop.                         |                              | %±                           |
| ---------------------------- | ---------------------------- | ---------------------------- | ---------------------------- |
| 1934                         | 302                          |                              |                              |
| 1940                         | 516                          |                              | 70,9%                        |
| 1950                         | 564                          |                              | 9,3%                         |
| 1960                         | 363                          |                              | −35,6%                       |
| 1970                         | 452                          |                              | 24,5%                        |
| 1980                         | 656                          |                              | 45,1%                        |
| 1991                         | 885                          |                              | 34,9%                        |
| 2000                         | 1 303                        |                              | 47,2%                        |
| 2010                         | 1 571                        |                              | 20,6%                        |
| Fonte: IBGE e Fundação SEADE |                              |                              |                              |

#### População urbana (áreas urbanas isoladas)
| Crescimento população urbana | Crescimento população urbana | Crescimento população urbana | Crescimento população urbana |
| Censo                        | Pop.                         |                              | %±                           |
| ---------------------------- | ---------------------------- | ---------------------------- | ---------------------------- |
| 1980                         | 140                          |                              | —                            |
| 1991                         | 297                          |                              | 112,1%                       |
| 2000                         | 628                          |                              | 111,4%                       |
| 2010                         | 1 273                        |                              | 102,7%                       |
| Fonte: IBGE e Fundação SEADE |                              |                              |                              |

Pelo Censo 2010 (IBGE) a população urbana total do distrito era de 2 844 habitantes.

### População total
Pelo Censo 2010 (IBGE) a população total do distrito era de 3 130 habitantes.

### Área territorial
A área territorial do distrito é de 513,899 km².

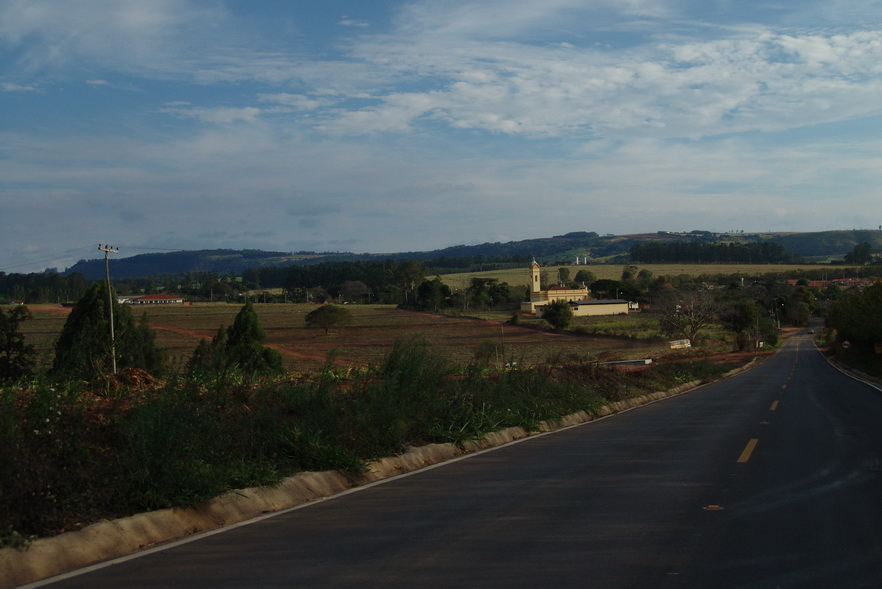
Estrada vicinal de acesso ao distrito.

### Rodovias
O distrito possui acesso a cidade de Botucatu e à Rodovia Geraldo de Barros (SP-191) através de estradas vicinais.

### Hidrografia
- Rio Tietê

### Topografia
O distrito está localizado na raiz da serra, com altitude de 525 metros acima do nível do mar.

## Serviços públicos

### Administração
- Subprefeitura de Vitoriana[14].

### Registro civil
Atualmente é feito na sede do município, pois o Cartório de Registro Civil das Pessoas Naturais do distrito foi extinto pelo  Tribunal de Justiça do Estado de São Paulo, e seu acervo foi recolhido ao cartório do 2º subdistrito da sede.

### Educação

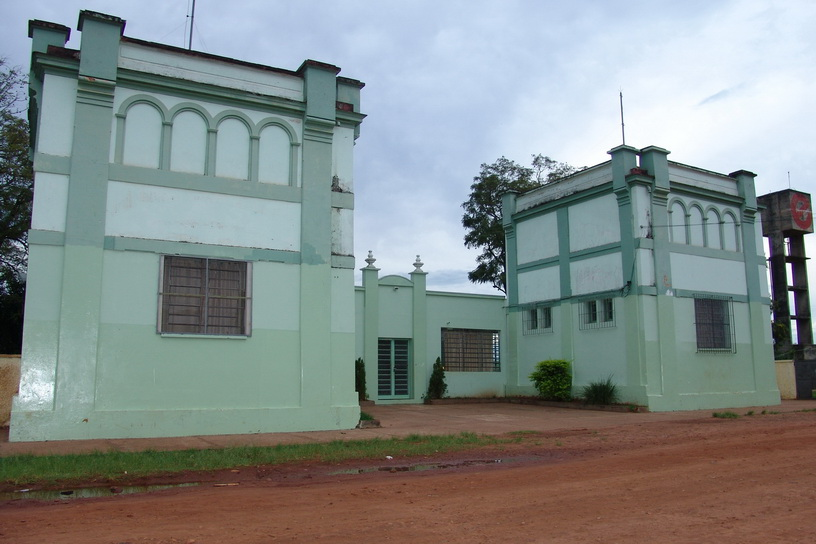
Na antiga estação está instalada a EMEF Raymundo Cintra.

- CEI Ida Rosa Pilan Dell Omo[18]
- EMEF Raymundo Cintra[19]

### Saúde
- USF Vitoriana[20]

### Transportes
O distrito é atendido por transporte coletivo urbano, através da Reta Rápido Transporte, com uma linha que vai até a Rodoviária de Botucatu.

### Saneamento
O serviço de abastecimento de água é feito pela Companhia de Saneamento Básico do Estado de São Paulo (SABESP).

### Energia
A responsável pelo abastecimento de energia elétrica é a CPFL Paulista, distribuidora do grupo CPFL Energia.

### Telecomunicações
O distrito era atendido pela Telecomunicações de São Paulo (TELESP) através da central telefônica de Botucatu. Em 1998 esta empresa foi vendida para a Telefônica, que em 2012 adotou a marca Vivo para suas operações.

## Religião

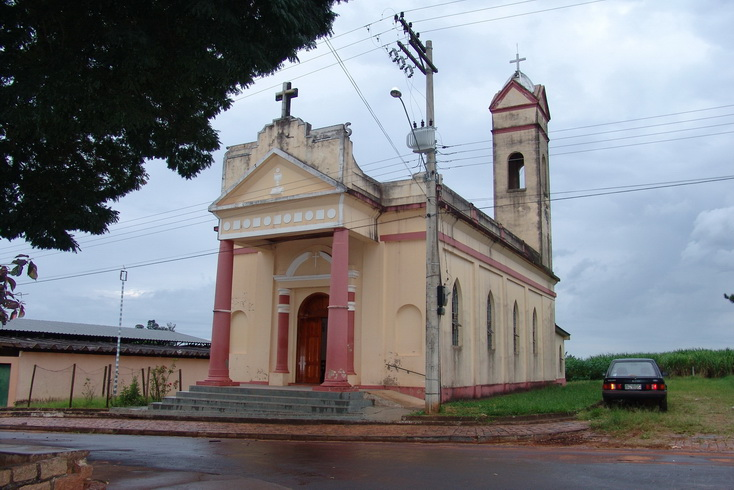
Igreja.

O Cristianismo se faz presente no distrito da seguinte forma:

### Igreja Católica
- A igreja faz parte da Arquidiocese de Botucatu[28].

### Igrejas Evangélicas
- Congregação Cristã no Brasil[29].